# Mulino (gioco)
Il mulino o filetto è un gioco da tavolo astratto tradizionale diffuso in gran parte del mondo, con varianti minori nelle regole. 

## Etimologia
In molte lingue, come in italiano, il nome significa "mulino" (per esempio Mühlespiel in tedesco e jeu du moulin in francese). In Italia viene chiamato anche grisia (in Piemonte), mulinello, merler, schiera, triplice cinta, tela, trea, tria, tris, filetto; questi ultimi tre nomi vengono usati anche per indicare il gioco del tris propriamente detto, che si può considerare una semplificazione del mulino.
Nei paesi anglosassoni si chiama nine men's Morris o merels; in Sudafrica (dove gode di una grande popolarità) morabaraba o moraba-raba; in India naukhadi; in Somalia shax, in Algeria feldja.

## Regole

Tavoliere del mulino

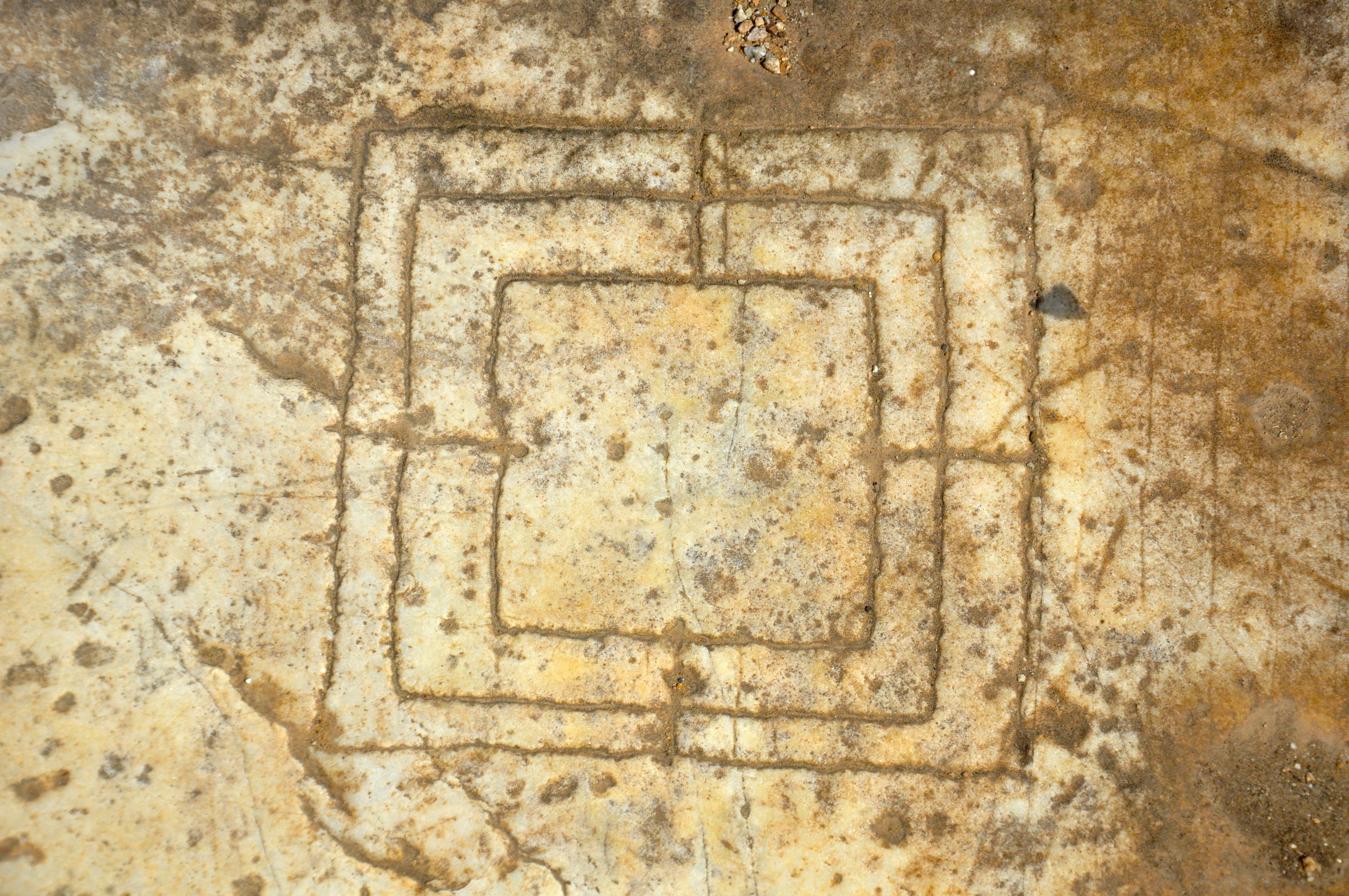
Il gioco del mulino, incisione da Rocca San Silvestro

Il mulino si gioca su un tavoliere costituito da tre quadrati concentrici, con segmenti che uniscono i punti medi dei lati corrispondenti dei diversi quadrati, come mostrato in figura. Ogni giocatore ha a disposizione nove pezzi, inizialmente posti fuori dal tavoliere.
Durante la prima fase del gioco, i giocatori devono inserire, uno alla volta e a turno, i propri pezzi sul tavoliere. I pezzi possono essere collocati su un qualunque incrocio o vertice libero. Se un giocatore, posizionando il proprio pezzo, completa una linea di tre pezzi contigui, elimina dal gioco uno dei pezzi dell'avversario (il pezzo non verrà più reintrodotto in gioco). I pezzi allineati non possono essere eliminati finché ne esistono altri non allineati.
Quando tutti i pezzi sono stati piazzati sul tavoliere, la prima fase termina.
Nella seconda fase, il giocatore di turno deve spostare un proprio pezzo dalla sua posizione corrente a un incrocio o vertice libero adiacente. Se così facendo completa una linea di tre pezzi contigui, elimina dal gioco un pezzo avversario a sua scelta (come nella prima fase, i pezzi allineati non possono essere eliminati finché ne esistono altri non allineati). Nota: lo spostamento potrà avvenire solo lungo le linee dello schema del gioco rappresentante.
Quando un giocatore rimane con solo tre pezzi, gli è consentito di muovere il proprio pezzo in qualsiasi posizione, anche non adiacente alla posizione di partenza.
Vince il primo giocatore che lascia l'avversario con meno di tre pezzi in gioco o senza possibilità di muovere.
Non si può fare mulino in obliquo.

## Varianti
Le regole generali del gioco descritte sopra si prestano a numerose varianti. Sono piuttosto diffusi tavolieri con un disegno geometrico diverso, per esempio dotati di un quadrato aggiuntivo oltre ai tre standard, o con i segmenti di congiunzione che uniscono i vertici dei quadrati anziché i punti mediani.
Una variante di minore interesse strategico prevede l'utilizzo di 12 pezzi per giocatore (quelli di solito forniti per il gioco della dama): il gioco si compone della sola prima fase (piazzamento dei pezzi senza movimento). Il primo giocatore che allinea tre pezzi ha vinto
la partita.

### Storia e significato
La tavola mulino si trova sin dall'antichità: dall'Acropoli di Atene alle basiliche romane, dalle navi dei Vichinghi alle cattedrali gotiche. Per molti è un semplice schema di gioco, per alcuni un simbolo magico legato anche ai Templari (la "triplice cinta sacra" rappresenterebbe i tre gradi delle iniziazioni misteriche, ma anche le tre cinte di mura druidiche dei Celti, della capitale di Atlantide o della Gerusalemme celeste). A sostegno della lettura esoterica, a volte lo schema è inciso in verticale, quindi non utilizzabile come tavoliere di gioco. Ma spesso sulle chiese medievali la scacchiera (certamente ludica) è verticale. Come sul lato sinistro del duomo di Genova: pare che l'intarsio sia stato eseguito come punizione da parte del capomastro nei confronti di un lavoratore troppo appassionato di giochi.
Il tavoliere da tria è spesso riportato sul verso delle scacchiere moderne.